# نان شکری
نان شکری نام یک نوع شیرینی سنتی است که در شهر کرمانشاه تهیه می‌شود و به عنوان یکی از سوغاتی‌های این شهر شناخته شده‌است. این شیرینی به دلیل استفاده از شکر برای تزئین روی آن بدین نام خوانده می‌شود. بهترین نوع نان شکری با روغن کرمانشاهی پخته می‌شود.

## مواد تشکیل‌دهنده
برای تهیهٔ خمیر شیرینی از تخم مرغ، آرد، پودر قند، روغن کرمانشاهی یا کره، زعفران دم‌کرده، وانیل و هل استفاده می‌شود. از شکر نیز برای تزئین روی شیرینی استفاده می‌شود و به همین دلیل نیز این شیرینی را نان شکری می‌نامند. کارگاه‌های شیرینی‌پزی در کرمانشاه نان شکری را در تنور می‌پزند.

## ارزش غذایی
- کالری: ۸۶/۵
- چربی: ۲/۹ گرم
- کربوهیدرات: ۱۳/۶ گرم
- پروتئین: ۱/۵ گرم
- کلسترول: ۱۸/۶ میلی‌گرم[۴]